# Antonio Ferraro (pittore)

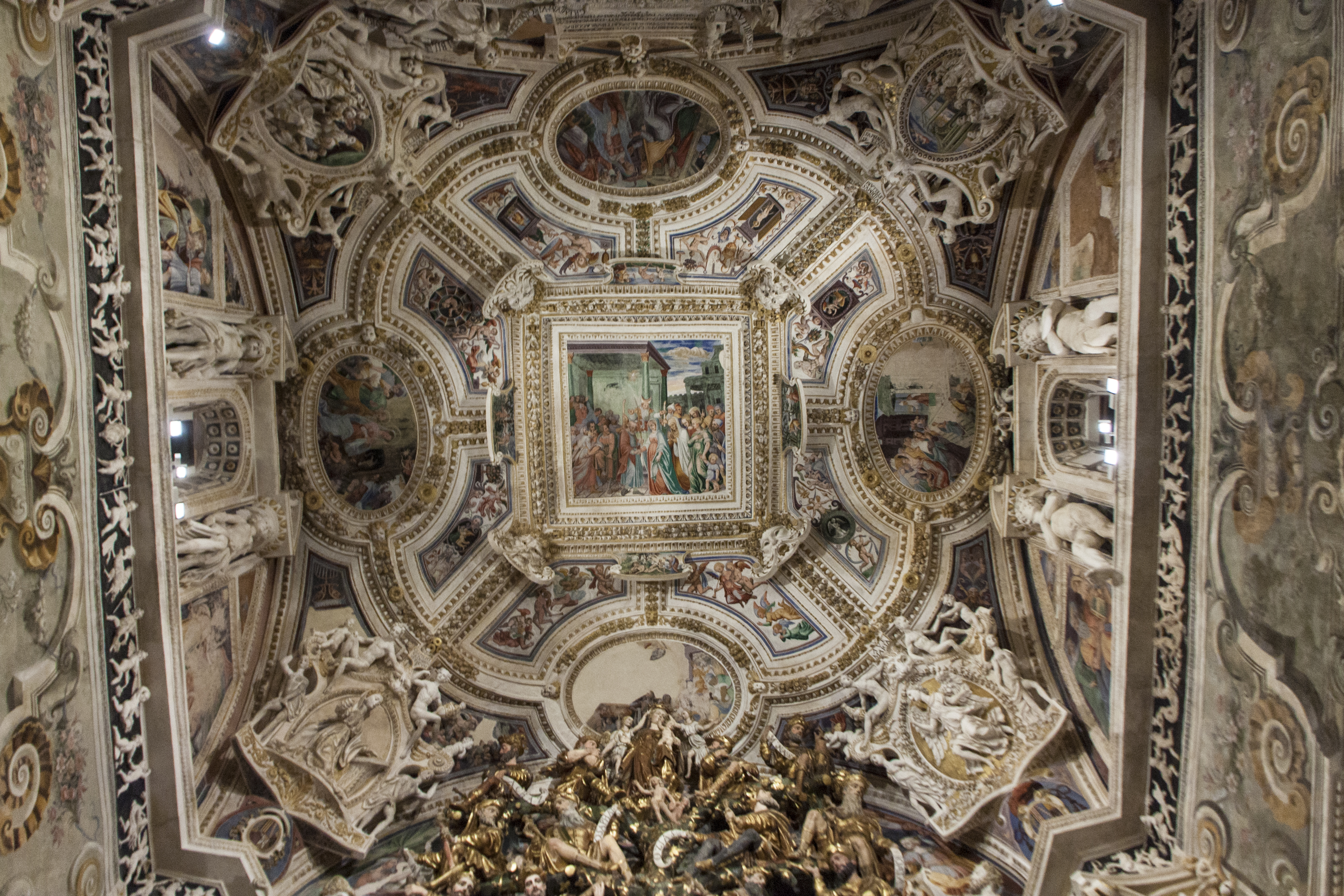
Decorazioni pittoriche e plastiche, chiesa di San Domenico, Castelvetrano.

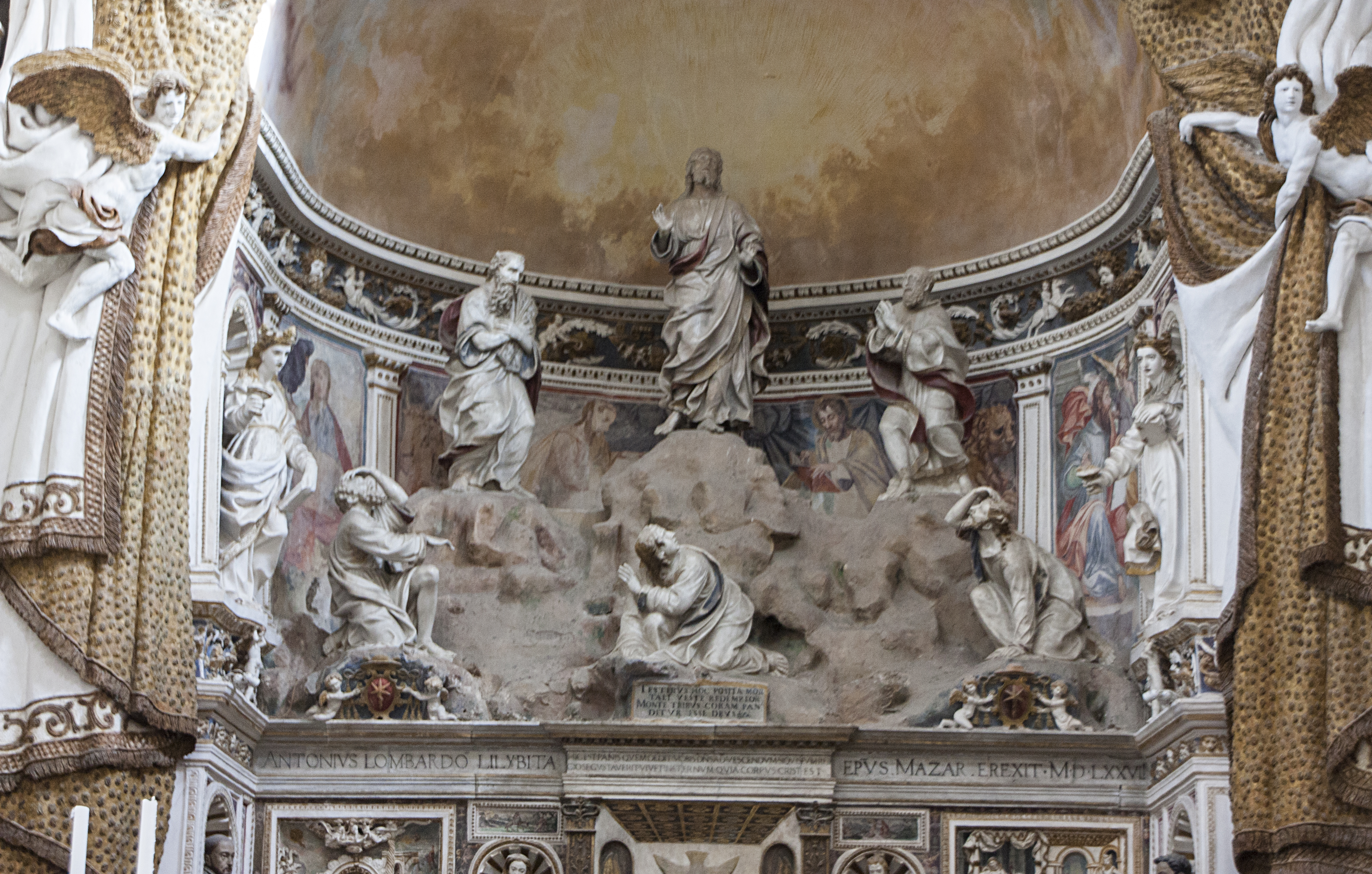
Monte Tabor e baldacchino, cattedrale del Santissimo Salvatore, Mazara del Vallo.

Antonio Ferraro, detto Imbarracocina (Giuliana, 1523 – Castelvetrano, 1609), è stato un pittore italiano altrimenti attivo come architetto, scultore, plasticatore e stuccatore del manierismo in Sicilia.

## Biografia
Altrimenti conosciuto come Antonino, capostipite della bottega esperta in architettura ornamentale, pittura, apparati decorativi plastici in stucco, e manufatti in terracotta.
Figlio di Tomaso e padre di Tomaso junior e Orazio Ferraro operativo a Palermo verosimilmente ricalcando le orme del Perugino, di molti altri artisti di passaggio per la capitale o acquisendo tecniche e metodi durante i viaggi lungo la penisola.
Ha ricevuto la sua prima formazione nel laboratorio di Gagini. Secondo Gioacchino di Marzo fu anche allievo del pittore Orazio Alfani, attivo tra il 1539 e il 1544 in Sicilia. Nel 1553 lavorò con Giuseppe Spatafora per la realizzazione della monumentale acquasantiera in marmo della cattedrale di Palermo.
Importante rappresentante degli stucchi manieristi del tardo XVI secolo, nella cui bottega si formerà il principale maestro nel XVII secolo Giacomo Serpotta e l'intera scuola a quest'ultimo ascrivibile.
Solo pochi lavori sono noti insieme ai figli Tommaso e Orazio.

## Genealogia
|  |  |  |  |  |  |  |  |  |  |  |  |  |  |  |  |  |  |  |  |  |  |  |  |                        |                        |                        |                        |                        |                        |  |  |                        |  |  |  |  |  |  |  |                |                |                |                |                |                |  |  |  |  |  |  |  |  |  |  |  |  |  |  |  |  |  |  |  |  |  |  |  |  |  |  |  |  |
|  |  |  |  |  |  |  |  |  |  |  |  |  |  |  |  |  |  |  |  |  |  |  |  |                        |                        |                        |                        |                        |                        |  |  | Tommaso Ferraro senior |  |  |  |  |  |  |  |                |                |                |                |                |                |  |  |  |  |  |  |  |  |  |  |  |  |  |  |  |  |  |  |  |  |  |  |  |  |  |  |  |  |
|  |  |  |  |  |  |  |  |  |  |  |  |  |  |  |  |  |  |  |  |  |  |  |  |                        |                        |                        |                        |                        |                        |  |  |                        |  |  |  |  |  |  |  |                |                |                |                |                |                |  |  |  |  |  |  |  |  |  |  |  |  |  |  |  |  |  |  |  |  |  |  |  |  |  |  |  |  |
|  |  |  |  |  |  |  |  |  |  |  |  |  |  |  |  |  |  |  |  |  |  |  |  |                        |                        |                        |                        |                        |                        |  |  | Antonio Ferraro        |  |  |  |  |  |  |  |                |                |                |                |                |                |  |  |  |  |  |  |  |  |  |  |  |  |  |  |  |  |  |  |  |  |  |  |  |  |  |  |  |  |
|  |  |  |  |  |  |  |  |  |  |  |  |  |  |  |  |  |  |  |  |  |  |  |  |                        |                        |                        |                        |                        |                        |  |  |                        |  |  |  |  |  |  |  |                |                |                |                |                |                |  |  |  |  |  |  |  |  |  |  |  |  |  |  |  |  |  |  |  |  |  |  |  |  |  |  |  |  |
|  |  |  |  |  |  |  |  |  |  |  |  |  |  |  |  |  |  |  |  |  |  |  |  | Tommaso Ferraro junior | Tommaso Ferraro junior | Tommaso Ferraro junior | Tommaso Ferraro junior | Tommaso Ferraro junior | Tommaso Ferraro junior |  |  |                        |  |  |  |  |  |  |  | Orazio Ferraro | Orazio Ferraro | Orazio Ferraro | Orazio Ferraro | Orazio Ferraro | Orazio Ferraro |  |  |  |  |  |  |  |  |  |  |  |  |  |  |  |  |  |  |  |  |  |  |  |  |  |  |  |  |
|  |  |  |  |  |  |  |  |  |  |  |  |  |  |  |  |  |  |  |  |  |  |  |  | Tommaso Ferraro junior | Tommaso Ferraro junior | Tommaso Ferraro junior | Tommaso Ferraro junior | Tommaso Ferraro junior | Tommaso Ferraro junior |  |  |                        |  |  |  |  |  |  |  | Orazio Ferraro | Orazio Ferraro | Orazio Ferraro | Orazio Ferraro | Orazio Ferraro | Orazio Ferraro |  |  |  |  |  |  |  |  |  |  |  |  |  |  |  |  |  |  |  |  |  |  |  |  |  |  |  |  |
|  |  |  |  |  |  |  |  |  |  |  |  |  |  |  |  |  |  |  |  |  |  |  |  |                        |                        |                        |                        |                        |                        |  |  |                        |  |  |  |  |  |  |  |                |                |                |                |                |                |  |  |  |  |  |  |  |  |  |  |  |  |  |  |  |  |  |  |  |  |  |  |  |  |  |  |  |  |

## Opere

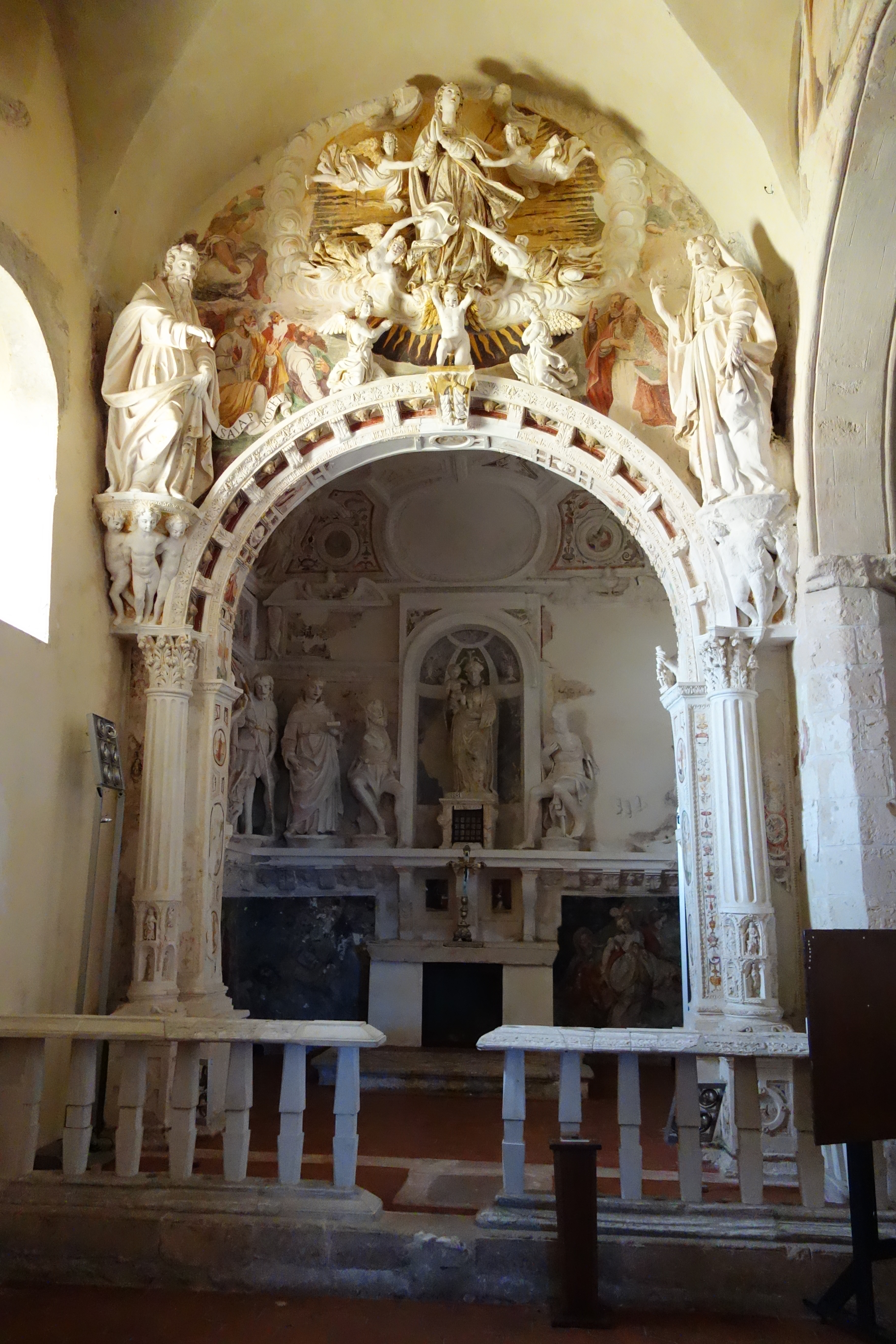
Cappella della Madonna della Catena, basilica cattedrale di Maria Santissima Assunta.

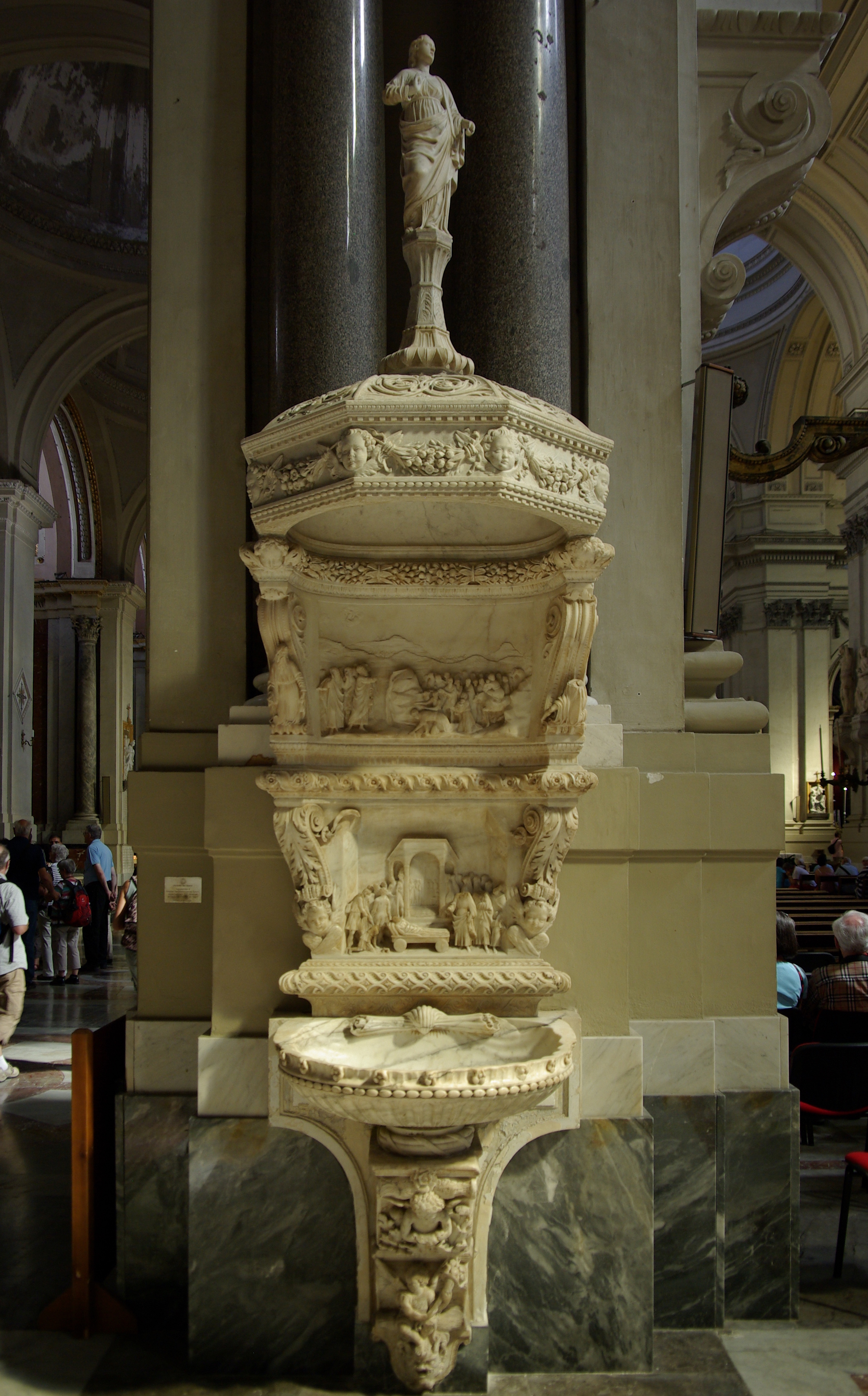
Acquasantiera, cattedrale di Palermo.

### Agrigento e provincia

#### Burgio
- 1596, Madonna dell'Itria, statua, opera custodita nel duomo di Sant'Antonio Abate.

#### Caltabellotta
- Chiesa di San Lorenzo:
  - 1552, Compianto sul Cristo morto, insieme di otto statue in terracotta policroma a grandezza naturale raffigurante il Cristo Deposto dalla croce attorniato dalla Vergine Maria, San Giovanni Evangelista, Maria di Magdala, Maria di Cleofa, Maria Salomè, Giuseppe d'Arimatea, Nicodemo, opere commissionate per l'altare maggiore della chiesa di San Lorenzo, gruppo poi spostato nel 1594 nella nuova cappella laterale e oggi custodito nella chiesa di Sant'Agostino.[3]
  - XVI secolo, San Marco, San Benedetto, Sant'Onofrio, statue in stucco, opere documentate.[4]
  - XVI secolo, Deposizione, dipinto.
- 1598, Cappella della Madonna della Catena, gruppi statuari su sfondo affrescato recante l'iscrizione "AD SCVLPTOREM ANTONIVM FERRARVM. CEDANT SCVLPTORE QVOD NVNC ANTONIVS ... OMNIS CVI SCVLPTOR CEDERE IVRE POTENT. 1598.", opere presenti nella basilica cattedrale di Maria Santissima Assunta di Caltabellotta.[5][6]

### Palermo e provincia
- 1609, Stucchi, apparato decorativo realizzato con la collaborazione del figlio Orazio Ferraro, opere presenti nel duomo di San Nicolò di Bari di Gangi.
- XVI secolo, Ciclo, affreschi con Storie dei progenitori, opere realizzate con la collaborazione del figlio Orazio Ferraro nella Cappella dell'Addolorata del duomo di San Nicola di Isnello.
- 1553, Acquasantiera, rilievi su monumentale manufatto marmoreo raffiguranti la Gesù che guarisce il paralitico, il Mosé che fa sgorgare acqua dalla roccia, opera realizzata in collaborazione con Giuseppe Spatafora presente nella terza campata del lato sinistro della cattedrale metropolitana primaziale della Santa Vergine Maria Assunta di Palermo.[7]
- 1560, San Ludovico di Tolosa, statua in legno policromo e dorato. Pittura e decorazione ad opera di Giacomo De Dato e Matteo D’Oria. Opera commissionata per l’altare maggiore della chiesa di San Ludovico, poi spostata in chiesa madre, Corleone.
- 1560, Santa Caterina d’Alessandria, statua in legno policromo e dorato, opera custodita nella chiesa di Santa Caterina, Corleone.
- 1562, San Giacomo il Maggiore, statua in legno policromo e dorato, opera custodita nella chiesa di San Giovanni Evangelista, Corleone.
- 1567, Santa Lucia, statua in legno policromo e dorato, opera custodita nella chiesa di Santa Maria di Gesù, Corleone.
- 1597-1599, Vergine Odigitria, gruppo statuario in legno policromo e dorato. Doratore Nicolò Buttafuoco. Opera proveniente della chiesa di San Pietro, poi spostata in chiesa madre, Corleone.

### Trapani e provincia

#### Castelvetrano
- 1574 - 1580, Ciclo, affreschi e apparato decorativo in stucco e terracotta realizzati con la collaborazione dei figli Orazio e Tommaso, opere autografe con l'iscrizione "TANTI OPERIS HVIVS CÆLATOR EGREGIVS ANTONINVS FERRARVS SICANVS AC IVLIANENSIS HIC EST. 1577." presenti nel cappellone, coro e arco trionfale della chiesa di San Domenico.[8][9]

#### Mazara del Vallo
- 1609, Stucchi, apparato decorativo realizzato con la collaborazione del figlio Orazio Ferraro, opere presenti nella cattedrale del Santissimo Salvatore.[10]